# Vladimir Miloševič
Vladimir Miloševič, slovenski častnik, veteran vojne za Slovenijo, * 2. februar 1940, Murska Sobota.

## Vojaška kariera
- poveljnik Vzhodnoštajerske pokrajine TO (4. oktober 1990 - ?)
- namestnik načelnika RŠTO (1993)

## Odlikovanja in priznanja
- spominski znak Republiška koordinacija 1991[1]
- spominski znak Obranili domovino 1991
- spominski znak Poveljniki pokrajinskih štabov TO 1991 (23. junij 1998)